# 複合カフェ
複合カフェ（ふくごうカフェ）とは、多様なサービスを提供をする喫茶店（カフェ）の事。メディアカフェとも。

## 概要
喫茶店が他との差別化により飲食以外のサービスを提供した事が始まり。漫画喫茶やインターネットカフェなども複合カフェの一種である。
近年のサービスの多様化により、複合的なサービスを行う店が増えてきている。

## 主なサービス
- 飲食
- クラフトや絵画を置いたギャラリー
- 漫画・新聞・雑誌
- パソコンをインターネット接続で利用
- インターネットゲームの利用（ゲーム会社と提携し無料の場合も有る）
- 映像DVD
- 音楽DVD・CD
- ビリヤード・卓球などの軽スポーツ
- シャワー・日焼けマシーン
- 個室スペース
- 仮眠スペース
- カラオケ

その他、店により多様なサービスが有る。